# 다테 하루무네

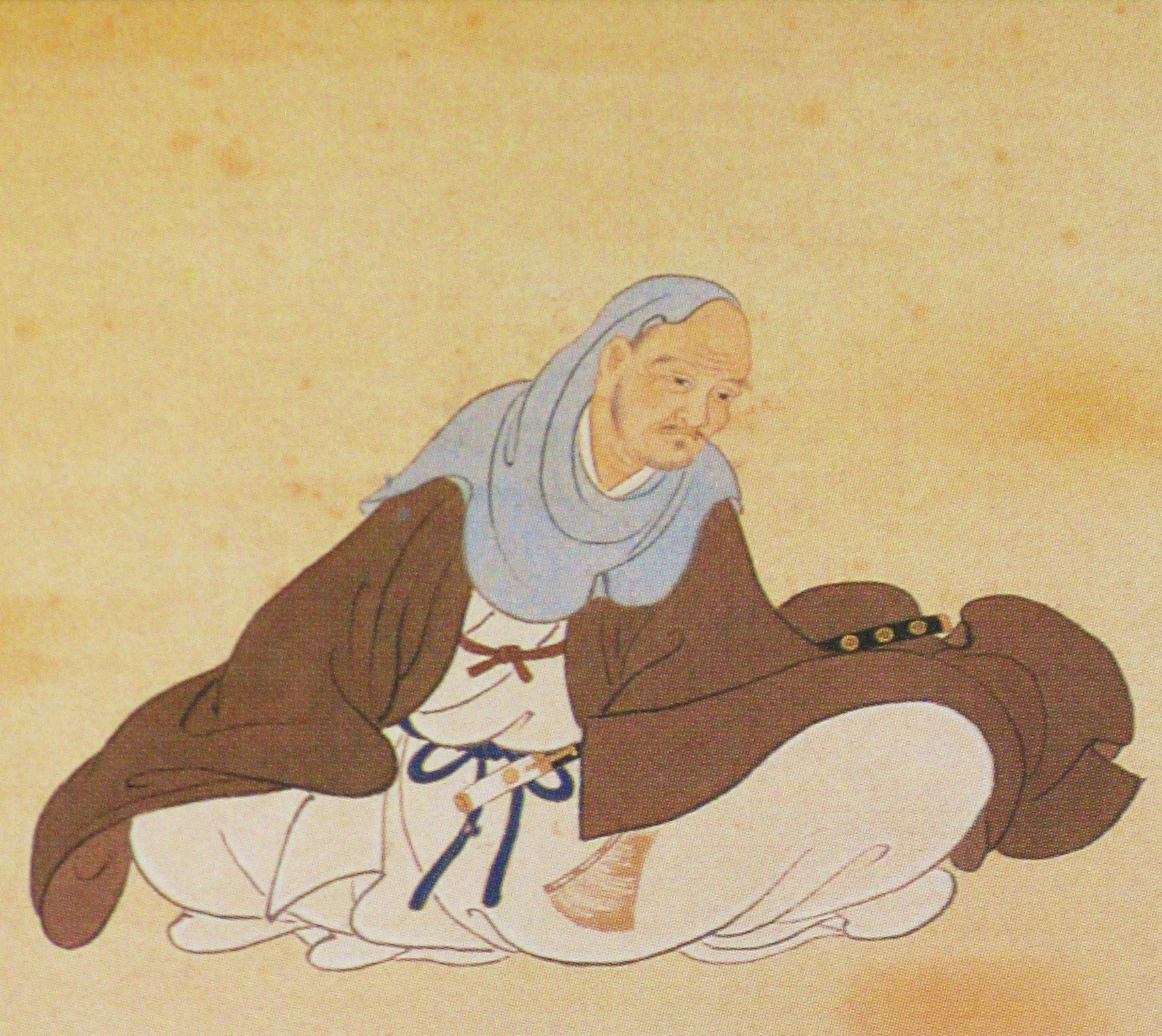
다테 하루무네

다테 하루무네(伊達晴宗)는 센고쿠 시대의 다이묘이다.
| 전임 다테 다네무네 | 제15대 다테 종가 당주 | 후임 다테 데루무네 |